# Human Touch (pjesma Brucea Springsteena)
"Human Touch" je pjesma Brucea Springsteena i prvi singl s njegova istoimenog albuma iz 1992. Zauzela je vrh ljestvice singlova u Norveškoj, a probila se i u među deset najuspješnijih u nekim drugim zemljama kao što su Nizozemska, Švedska, Irska, Švicarska i SAD.

## Popis pjesama
CD
1. "Human Touch" — 6:28
2. "Souls of the Departed" — 4:16
3. "Long Goodbye" — 3:26

7-inčni singl
1. "Human Touch" — 6:28
2. "Souls of the Departed" — 4:16

## Ljestvice
| Ljestvica (1992.)                | Najbolja pozicija |
| -------------------------------- | ----------------- |
| Australija                       | 17                |
| Austrija                         | 19                |
| Francuska                        | 20                |
| Irska                            | 4                 |
| Nizozemska                       | 3                 |
| Norveška                         | 1                 |
| Njemačka                         | 15                |
| SAD (Hot 100)                    | 16                |
| SAD (Hot Adult Contemporary)     | 8                 |
| SAD (Hot Mainstream Rock Tracks) | 1                 |
| Švedska                          | 4                 |
| Švicarska                        | 4                 |
| Ujedinjeno Kraljevstvo           | 11                |

## Vanjske poveznice
- Stihovi "Human Touch"  Arhivirana inačica izvorne stranice od 27. veljače 2009. (Wayback Machine) ns službenoj stranici Brucea Springsteena